# Patricio Hernández
Patricio Hernández, född den 16 augusti 1956, är en argentinsk fotbollscoach, fotbollskommentator och före detta fotbollsspelare. 

## Karriär
Karriären påbörjades 1974 i Estudiantes de La Plata, en klubb han senare blev tränare för. 1982 gick han över till den italienska klubben Torino F.C. 1982 blev han också utvald som reserv till Argentinas VM-lag (1982 FIFA World Cup), men fick inte spela. Därefter fortsatte han att spela med Torino i två säsonger innan han gick över till Ascoli. 1985 återvände han till Argentina för att spela med River Plate. 1986 var han med i laget som vann Copa Libertadores 1986. 1989 flyttade han till Mexiko för att spela för Cruz Azul, men återvände året därpå.

## Tränarkarriär
Efter den egna karriären har Hernández tränat flera olika lag i Sydamerika (främst Ecuador), bland annat Estudiantes och Racing Club. Under våren 2007 tränade han Club Atlético Banfield.